# Marie-Line et son juge
Pour plus de détails, voir Fiche technique et Distribution.
Marie-Line et son juge est un film français réalisé par Jean-Pierre Améris, sorti en 2023. Il s'agit de l'adaptation du roman Changer le sens des rivières de Murielle Magellan, paru en 2019. C'est le dernier film de Michel Blanc sorti du vivant de l'acteur.

## Synopsis
Marie-Line, 25 ans, mène une vie précaire au Havre, où elle s'occupe de son père dépressif. Dynamique et joyeuse, la jeune femme aux cheveux roses est serveuse dans un café-brasserie. Parmi les clients se trouvent Alexandre, un étudiant avec qui elle commence une idylle, et un juge bougon qui enchaîne les whiskies. Alexandre s'éloigne d'elle. Marie-Line le frappe et retrouve le juge au tribunal pour être jugée. Elle est condamnée à verser des dommages et intérêts et perd son emploi. Le juge, momentanément sans permis de conduire, propose à Marie-Line de devenir son chauffeur avec sa Renault Twingo rose pendant un mois contre rémunération.

## Fiche technique
Sauf indication contraire, les informations mentionnées dans cette section peuvent être confirmées par la base de données cinématographiques Unifrance,  présente dans la section « Liens externes ».
- Titre original : Marie-Line et son juge
- Réalisation : Jean-Pierre Améris
- Scénario : Jean-Pierre Améris et Marion Michau, d'après le roman de  Murielle Magellan
- Musique : Guillaume Ferran
- Décors : Sébastien Gondek
- Costumes : Anne Schotte
- Photographie : Virginie Saint-Martin
- Son : Laurent Lafran
- Montage : Christine Lucas Navarro
- Production : Denis Carot et Sophie Révil
- Société de production : Escazal Films
- Sociétés de distribution : ARP Sélection (France) ; NC (Belgique), Pathé Films AG (Suisse romande)
- Budget : 4,6 millions d'euros[réf. nécessaire]
- Pays de production :  France
- Langue originale : français
- Format : couleur – 2,39:1 – son 5.1
- Genre : comédie dramatique
- Durée : 103 minutes
- Dates de sortie :
  - France : 8 juin 2023 (avant-première au festival Révélations)[3] ; 11 octobre 2023 (sortie nationale)
  - Belgique, Suisse romande : 11 octobre 2023

## Distribution
- Louane Emera : Marie-Line
- Michel Blanc : le juge Gilles d'Outremont
- Victor Belmondo : Alexandre Moreno
- Philippe Rebbot : le père de Marie-Line
- Nathalie Richard : Evelyne
- Alexandra Gentil : Johanna, la sœur de Marie-Line
- Ekaterina Rusnak : Gala, la compagne de Johanna
- Stéphanie Bataille : la médecin à l'hôpital

## Production

### Tournage
Le tournage a lieu à l'été 2022, au Havre car « il n'était pas question de tourner ailleurs. Cette ville fait partie du film, c'est vraiment un personnage », assure le réalisateur. L'esplanade Jacques-Chirac et la digue Nord se retrouvent sur l'affiche officielle du film.

### Musique
La musique du film est composée par Guillaume Ferran.

## Sortie
Le film est projeté en avant-première nationale, le 8 juin 2023, au Havre lors de la première édition du festival Révélations.